# Demonstração de Lucros ou Prejuízos Acumulados
A demonstração de lucros ou prejuízos acumulados (DLPA) é uma demonstração contábil, elaborada pela diretoria de uma sociedade por ações, de divulgação obrigatória segundo a Lei 6.404/76. No entanto, a mesma lei afirma que a DLPA poderá ser incluída dentro da demonstração das mutações do patrimônio líquido (DMPL), se elaborada e publicada pela companhia. Isto significa dizer que se a DLPA pode ser substituída pela DMPL.
A DLPA evidencia as alterações ocorridas no saldo da conta de lucros ou prejuízos acumulados, no Patrimônio Líquido. Para isso, deve indicar:
- o saldo inicial do período, os ajustes de exercícios anteriores e a correção monetária do saldo inicial;
- as reversões de reservas e o lucro líquido do exercício;
- as transferências para reservas, os dividendos, a parcela dos lucros incorporada ao capital e o saldo final do período.
- o montante do dividendo por ação do capital social.

## Ligação externa
Brasil: Lei nº 6.404/76. Acesso em 07 de junho de 2013.